# Ronc (soroll respiratori)

Obstrucció del flux d'aire

El ronc (o la roncor) és el so resultant de les vibracions respiratòries causades per l'obstrucció del flux d'aire mentre es dorm. El so pot ser suau, però també esdevenir un soroll fort i desagradable. Els roncs poden ser el símptoma d'una apnea obstructiva del son (SAOS). Les investigacions realitzades suggereixen que els roncs són un dels principals factors de la privació del son.

## Causes
El ronc és el resultat de la relaxació de l'úvula i el paladar tou. Aquests teixits poden relaxar-se prou com per bloquejar parcialment les vies respiratòries, donant-hi lloc a un flux d'aire irregular i a vibracions. Els roncs poden atribuir-se a una (o més d'una) de les següents causes:
- Predisposició genètica, la qual pot ser atiada per factors vinculats a l'estil de vida, com l'índex de massa corporal, el tabaquisme i el consum d'alcohol.[3]
- Debilitat de la gola, que fa que es tanqui durant el son.[4]
- Mandíbula mal posicionada, sovint a causa de la tensió muscular.[2]
- Obesitat, que provoca acumulació de greix a l'interior o al voltant de la gola.[3][4]
- Obstrucció a la via nasal.[2]
- Apnea obstructiva del son.[2]
- Privació de son.[2]
- Consum d'alcohol o altres drogues, que relaxen els músculs de la gola.[2][3]
- Dormir panxa enlaire, cosa que pot provocar que la llengua caigui a la part posterior de la boca.[2]
- Respiració bucal.[5]

## Possibles conseqüències
Se sap que els roncs provoquen la privació del son als roncadors i a qui els envolten, així com somnolència diürna, irritabilitat, falta de concentració i disminució de la libido. També s'ha suggerit que poden causar danys psicològics i socials importants als afectats. Un estudi del 2008 mostra una correlació positiva entre els roncs forts i el risc d'atac cardíac (34% més de probabilitats) i de tenir un ictus (67% més de probabilitats). Una metaanàlisi posterior, del 2021, informà que l'increment de risc per tenir un ictus era del 46%.
Tot i que la roncor sovint es considera un trastorn menor, de vegades pot provocar un deteriorament greu de l'estil de vida. L'assaig realitzat per Armstrong et al. va descobrir una millora estadísticament significativa en les relacions matrimonials després de corregir quirúrgicament el ronc. Aquest fet també va ser confirmat pels estudis de Gall et al., Cartwright i Knight i Fitzpatrick et al.
Altrament, alguns estudis han associat els roncs forts amb el desenvolupament de l'aterosclerosi a l'artèria caròtida. Amatoury et al. van demostrar que les vibracions dels roncs es transmeten a l'artèria caròtida, identificant-hi un mecanisme danyós i el desenvolupament de la placa ateroscleròtica. A més, aquests investigadors també van trobar una amplificació de l'energia dels roncs dins de la llum de la caròtida a determinades freqüències. La vibració de l'artèria caròtida pot ser un mecanisme potencial per a la ruptura de la placa ateroscleròtica i, en conseqüència, per al desenvolupament d'un ictus isquèmic. Aquests investigadors també van plantejar la hipòtesi que els roncs forts podrien causar turbulències en el flux sanguini de l'artèria caròtida. Generalment, l'augment de les turbulències irrita les cèl·lules sanguínies, cosa que s'ha vinculat sovint com a causa de l'aterosclerosi. Tot i que és plausible considerar la roncor com una causa de malalties cardiovasculars o de l'artèria caròtida, manquen investigacions concloents per validar aquesta hipòtesi.

## Tractaments
Fins ara, no s'ha trobat cap tractament fiable que pugui aturar completament els roncs. Gairebé tots els tractaments giren al voltant de la disminució de les molèsties respiratòries per eliminar l'obstrucció del flux d'aire. De la mateixa manerat, els medicaments no solen ser útils per tractar els símptomes dels roncs, tot i que poden ajudar a controlar algunes de les causes subjacents, com ara la congestió nasal i les reaccions al·lèrgiques. Per tant, des del punt de vista mèdic, el millor tractament és un canvi en l'estil de vida. Aquesta és la raó per la qual als roncadors se'ls aconsellen les següents pautes:
- Perdre pes, per evitar que el greix pressioni la gola.
- Deixar de fumar; el tabac debilita i obstrueix la gola.
- Eliminar el consum d'alcohol.
- Evitar els somnífers, doncs relaxen els músculs de la gola i la llengua, estrenyent les vies respiratòries.
- Dormir de costat, per evitar que la llengua bloquegi la gola.

També poden ser útils d'altres opcions que no necessiten prescipció mèdica, com ara els aerosols nasals, les tires o clips nasals, els aerosols lubricants, els aparells bucals i la roba i els coixins "anti-roncs". Respecte d'altres tractaments, com ara anells o braçalets d'estimulació elèctrica, no existeixen proves científiques que en recolzin l'eficàcia.

### Exercicis amb la llengua
La teràpia miofuncional, que incorpora exercicis d'orofaríngia i de llengua, redueix els roncs en adults. La realització de diferents qüestionaris subjectius i estudis objectius del son va mostrar que la intensitat dels roncs presentava una reducció del 51% amb aquest tipus de teràpies.

### Coixins ortopèdics
Els coixins ortopèdics són l'opció menys intrusiva per aconseguir reduir els roncs. Aquests coixins estan dissenyats per recolzar el cap i el coll de manera que la mandíbula es mantingui oberta i lleugerament cap endavant. Això, ajuda a mantenir les vies respiratòries obertes i permet una lleu reducció del ronc.

### Aparells dentals

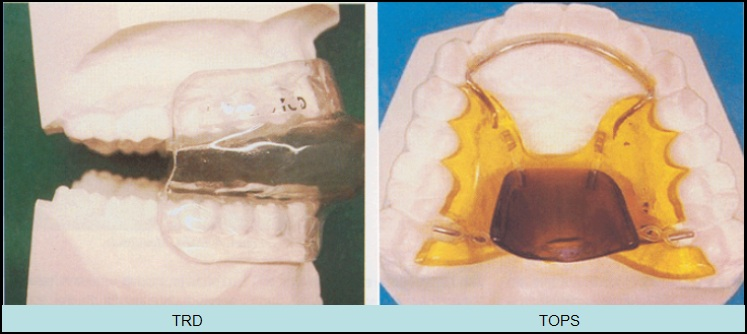
Avanç mandibular

Els aparells dentals específics són un mètode habitual per tractar la roncor. Els anomenats dispositius d'avanç mandibular avancen lleugerament la mandíbula inferior i estiren la llengua endavant. S'ha demostrat que aquests aparells són efectius per reduir els roncs i l'apnea del son quan aquesta és lleu o moderada. Els dispositius d'avanç mandibular sovint es toleren molt millor que els dispositius CPAP (de l'anglès Continuous positive airway pressure; pressió aèria positiva contínua ).

### Pressió positiva de les vies respiratòries

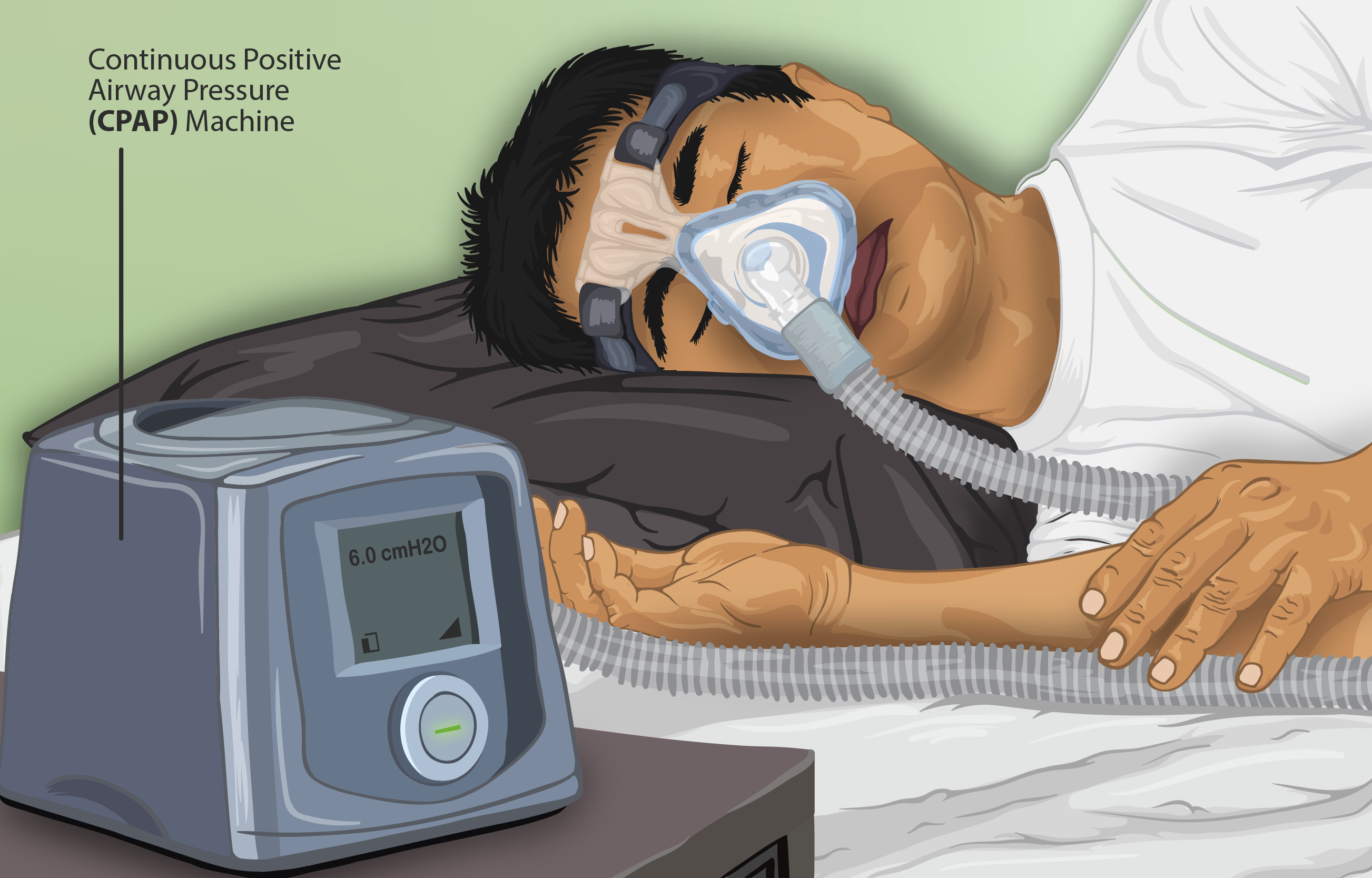
Detecció de l'apnea a través d'un dispositiu CPAP

El dispositiu CPAP (pressió positiva contínua de les vies respiratòries) s'utilitza habitualment pel control de l'apnea del son i els roncs associats. Altrament, és considerat un tractament mèdic relativament segur. Per mantenir obertes les vies respiratòries, el dispositiu compressor hi bombeja un corrent d'aire controlat amb la pressió necessària, fent-lo passar a través d'una mànega flexible fins a una màscara que el pacient porta sobre el nas i/o la boca.
L'aire que proporciona CPAP és generalment "aire normal", no es tracta d'oxigen concentrat. El dispositiu utilitza la pressió de l'aire com una "fèrula d'aire" per mantenir les vies respiratòries obertes, atès que, durant l'apnea obstructiva, les vies respiratòries de la part posterior de la gola són proclius a tancar-se.

### Cirurgia
La cirurgia també és una possible solució per corregir la roncor. Alguns procediments, com la uvulopalatofaringoplàstia, intenten eixamplar les vies respiratòries eliminant teixits de la part posterior de la gola, com l'úvula i la faringe. Aquestes cirurgies, però, són força invasives, per la qual cosa n'hi ha, de riscos, principalment derivats dels potencials efectes secundaris. El més important n'és la formació de teixit cicatricial a la gola com a resultat de les incisions destinades a estrényer la via aèria, disminuint així l'espai del esfínter velofaringi. Atès que la cicatrització depèn de cada persona, és difícil per a un cirurgià predir el desenvolupament del procés de cicatrització després de la intervenció. Actualment, l'Associació Mèdica Americana no aprova l'ús de làsers per realitzar operacions a la faringe o l'úvula.
L'ablació per radiofreqüència (RFA) és un tractament quirúrgic relativament nou. Aquest tractament aplica energia i calor a través de radiofreqüència (entre 77 °C i 85 °C) al teixit tou de la part posterior de la gola, com ara el paladar tou i la úvula, provocant cicatrius del teixit sota la pell. Després del període de curació es produeix un enduriment de la zona tractada. El procediment dura menys d'una hora, sol ser ambulatori i requereix diverses sessions de tractament. L'ablació per radiofreqüència és prou eficaç per reduir la gravetat dels roncs, però sovint no els elimina del tot. Una variant d'aquest tractament és l'ablació per radiofreqüència bipolar, una tècnica utilitzada per a l'amigdalectomia de coblació.

### Procediment pilar
El procediment pilar és un tractament mínimament invasiu per la roncor i l'apnea obstructiva del son. Als Estats Units, aquest procediment va ser aprovat per la FDA l'any 2004. Durant aquest procediment, s'introdueixen de tres a sis tires de  Dacron (el material utilitzat en les sutures permanents) al paladar tou, utilitzant una xeringa modificada i un anestèsic local. Si bé el procediment es va aprovar inicialment per a la inserció de tres "pilars" al paladar tou, s'hi va trobar una resposta de dosificació significativa a més pilars si els candidats eren els adequats. Com a resultat d'aquesta operació ambulatòria, que dura 30 minuts encara no, el paladar tou es torna més rígid, reduint els casos d'apnea i els roncs. Aquest procediment aborda una de les causes més comunes de roncs i apnea del son: la vibració o col·lapse del paladar tou.. Ara bé, si n'hi ha d'altres factors que contribueixen als roncs o l'apnea del son (com ara condicions de les vies respiratòries nasals o una llengua engrandida) és probable que s'hagi de combinar amb altres tractaments per ser més eficaç.

## Epidemiologia
Les estadístiques dels estudis sobre la roncor són força contradictòries. Amb tot, s'estima que entre un 30% i un 50% dels adults ronquen. Una enquesta realitzada a 5.713 residents nord-americans va identificar roncs habituals al 24% dels homes i al 13,8% de les dones, arribant respectivament al 60% i al 40% en la franja d'edat de 60 a 65 anys. Aquest fet suggereix una major propensió al ronc amb l'increment de l'edat.
Un estudi del Biobanc del Regne Unit va estimar que el 37% dels 408.317 participants eren roncadors habituals. A més, va confirmar una correlació positiva del ronc quan l'índex de massa corporal és elevat, l'estatus socioeconòmic es més baix i és freqüent el consum de tabac i alcohol.